# Pseudodistoma coronatum
Pseudodistoma coronatum is een zakpijpensoort uit de familie van de Pseudodistomidae. De wetenschappelijke naam van de soort werd in 1996 voor het eerst geldig gepubliceerd door het echtpaar Claude en Françoise Monniot.